# شروتی منون
شروتی منون (به انگلیسی: Shruthy Menon)(زاده ۱۹ آوریل ۱۹۸۴) بازیگر هندی است.
از فیلم‌هایی که وی در آن نقش داشته است می‌توان به ترانزیت، گاناپات و الکترا اشاره کرد.